# عجلي فوقي

عجلي فوقي فيه R = 3 ،r = 1 ،d = 1/2

العجلي الفوقي أو الدحروج العام الفوقي (بالإنجليزية: Epitrochoid) هي دحروجة تولدها نقطة واقعة على المستقيم المار بمركز دائرة نصف قطرها r تتدحرج دون انزلاق على المحيط الخارجي لدائرة أخرى ثابتة نصف قطرها R، بحيث تكون d هي المسافة بين النقطة ومركز الدائرة الخارجية. يعتبر العجلي الفوقي تعميمًا للدويري الفوقي.
المعادلتان الوسيطيتان للعجلي الفوقي هما:
{\displaystyle x(\theta )=(R+r)\cos \theta -d\cos \left({R+r \over r}\theta \right),\,}
{\displaystyle y(\theta )=(R+r)\sin \theta -d\sin \left({R+r \over r}\theta \right).\,}
المعادلة القطبية للعجلي الفوقي هي:
{\displaystyle r(\theta )^{2}=(R+r)^{2}-2d(R+r)\cos \left({R \over r}\theta \right)+d^{2},}
يوجد حالتان خاصتان للعجلي الفوقي هما:
1. عندما R = r نحصل على منحنى ليماسون
2. عندما d = r نحصل على دويري فوقي

مدارات الكواكب في نظام مركزية الأرض التي أقامها الفلكي السكندري «بطليموس» هي منحنيات عجلية فوقية
غرفة الاحتراق في محرك فانكل هي منحنى عجلي فوقي

## وصلات خارجية
- Flash Animation of Epitrochoid نسخة محفوظة 3 فبراير 2007 على موقع واي باك مشين.
- Epitrochoid at Mathworld
- Visual Dictionary of Special Plane Curves on Xah Lee 李杀网
- Interactive simulation of the geocentric graphical representation of planet paths